# Luna Drexler

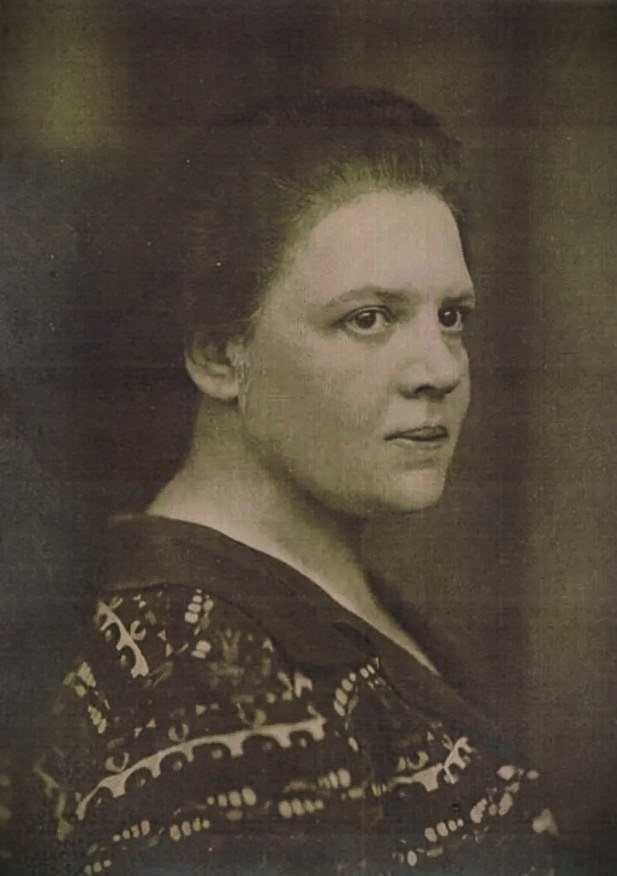
Luna Drexler (1920er Jahre)

Luna Amalia Drexler, auch Luna Drexlerówna (* 19. November 1882 in Lemberg, Österreich-Ungarn; † 5. November 1933 in Lwów, Polen), war eine polnische Bildhauerin und Malerin sowie Mitglied des Stadtrats von Lemberg.

## Leben und Werk
Luna Drexler wurde am 19. November 1882 im galizischen Lemberg (damals Österreich-Ungarn) als Tochter des Kaufmanns Ignacy Drexler und seiner Ehefrau Eugenia geboren. Sie hatte sieben Geschwister, darunter der Stadtplaner Ignacy Drexler (1878–1930), der als Professor am Lemberger Polytechnikum lehrte.
Ihre künstlerische Ausbildung erhielt Luna Drexler ab 1899 an einer privaten Kunstschule in Lemberg bei Stanisław Batowski Kaczor (Malerei) und Antoni Popiel (Schnitzerei). Zwischen 1907 und 1910 verbrachte sie einige Zeit in Paris, wo sie ihre Fähigkeiten unter anderem im Atelier von Antoine Bourdelle verfeinerte. Sie bildete sich auch an der Akademie Villa Medici in Rom und in Leipzig weiter und studierte von 1910 bis 1913 in München. 
Wahrscheinlich kam Drexler durch Edouard Schuré in Berührung mit den Ideen der Anthroposophie. Von Paris aus fuhr sie zu den Vorträgen Rudolf Steiners und zu den Aufführungen von Schurés Werken. Der Name Luna in den Dramen Schurés soll von ihrem Namen kommen. Drexler beschäftigte sich intensiv mit der Eurythmie und reiste weiterhin zu Steiners Vorträgen in verschiedenen europäischen Städten. Als im Herbst 1913 in der Schweiz der Bau des Goetheanums begann, zog Drexler mit anderen Künstlern von München nach Dornach bei Basel, um zusammen mit etwa hundert Künstlern verschiedener Nationalitäten bei der Errichtung des Gebäudes zu helfen. Sie leitete dort eine Bildhauerwerkstatt und war insbesondere mit Schnitzarbeit an den Säulenkapitellen befasst.

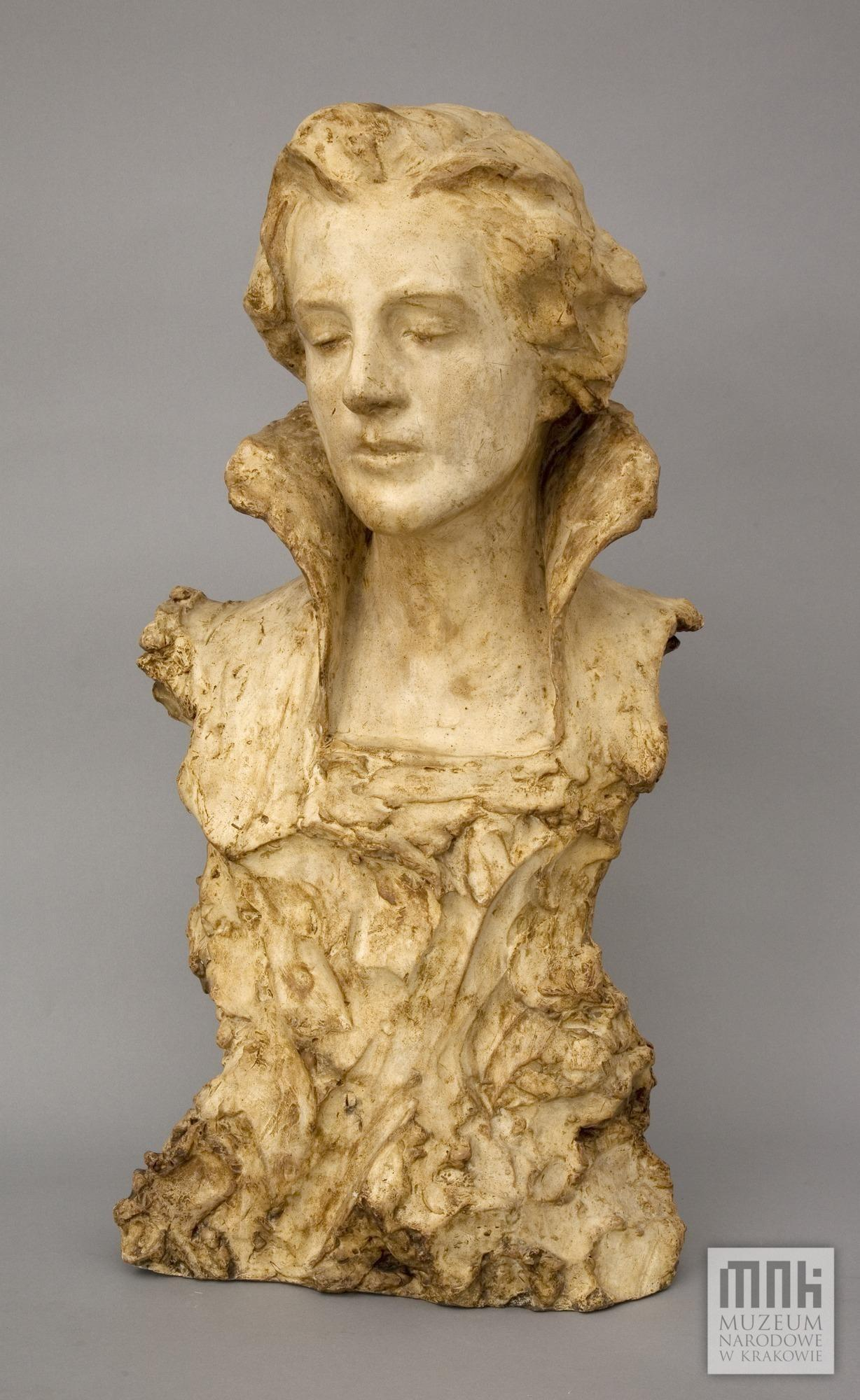
Porträt einer jungen Frau (1908), Nationalmuseum in Krakau

1918 kehrte Drexler auf Dauer in ihre Heimatstadt Lemberg zurück, wo sie künstlerisch tätig war. Im selben Jahr wurde sie als eine von neun Frauen in den Lemberger Stadtrat gewählt, dem sie bis 1927 angehörte. Während dieser Zeit war sie Mitglied in Schul- und Kunstausschüssen. Daneben engagierte sie sich im Verband Związek Pracy Obywatelskiej Kobiet (ZPOK, dt. etwa: Verband der Bürgerlichen Frauenarbeit).
Sie zählte zu den Gründerinnen des Verbandes Polnischer Künstlerinnen, gehörte dessen Vorstand an und nahm regelmäßig an dessen Ausstellungen teil. Sie war auch Gründungsmitglied des Vereins „Skulptur“, Mitglied des Kunstrates Östliches Kleinpolen und im Lemberger Stadtrat für Kunstfragen zuständig.
In der Zwischenkriegszeit zählte sie zusammen mit Jan Nalborczyk zu den bedeutendsten polnischen Bildhauern. Ihr künstlerisches Schaffen bis 1929 umfasst etwa 200 Skulpturen und Dutzende von Gemälden, darunter mehrere Selbstporträts. Sie schuf Reliefs und Büsten polnischer Persönlichkeiten, religiöse Statuen und Grabdenkmäler. Gemeinsam mit anderen Lemberger Bildhauern war Drexler für eine Fayence-Fabrik im Dorf Pacyków bei Stanisławów tätig. Sie entwarf für das Unternehmen, das von 1912 bis 1939 bestand, damals sehr beliebte Fayence-Produkte im Art-déco-Stil, insbesondere Miniaturfiguren von Menschen und Tieren.
Neben ihrer künstlerischen Tätigkeit engagierte sich Drexler stark für die Entwicklung der Anthroposophie in Polen. Sie hielt Vorträge in anthroposophischen Kreisen, veranstaltete Vorlesungen und Kurse und war an der Gründung von Zweigen in Lemberg, Krakau, Wilna und Warschau beteiligt. Auf ihre Initiative hin wurde im Oktober 1929 die Polnische Anthroposophische Gesellschaft gegründet. Auf deren mehrtägiger Gründungsversammlung in Warschau hielt Drexler den Eröffnungsvortrag über die Arbeit in Polen.
Luna Drexler starb am 5. November 1933 – wenige Tage vor Vollendung ihres 51. Lebensjahres – nach langer Krankheit in Lemberg. Sie wurde am 7. November auf dem Lytschakiwski-Friedhof im Lemberger Stadtteil Lytschakiw beigesetzt, wo ihr Grab erhalten ist.

## Grabstätte
Ihr Grabdenkmal trägt ein von ihr selbst geschaffenes Flachrelief mit dem Titel Anioł w locie trzymający krzyż z siedmiu różami (dt. etwa: Engel im Flug, der ein Kreuz mit sieben Rosen hält). Es wurde in Bronze gegossen und in eine Einfassung aus schwarzen Marmorblöcken gesetzt, in die beispielhaft die Titel einiger religiöser Werke der Künstlerin eingraviert sind (links unter der Überschrift „Skulpturen“, rechts unter der Überschrift „Bilder“):
- Święty Jerzy (Heiliger Georg)

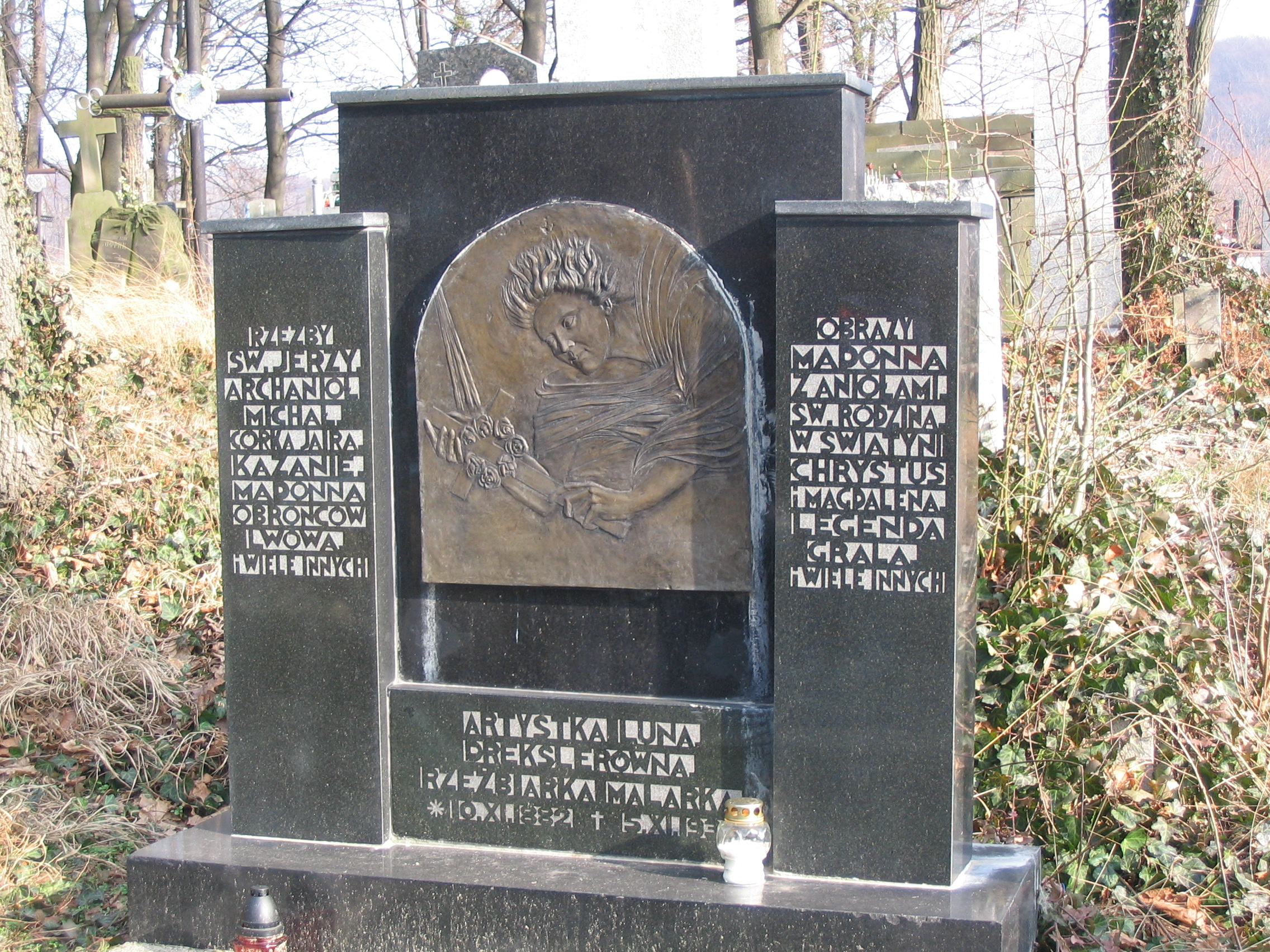
Grabdenkmal von Luna Drexler

- Archanioł Michał (Erzengel Michael)
- Córka Jaira (Tochter des Jaïrus)
- Kazanie (Predigt)

- Madonna Obronców Lwowa (Madonna der Verteidiger von Lemberg)
- Madonna z aniołami (Madonna mit Engeln)
- Święta rodzina w świątyni (Heilige Familie im Tempel)
- Chrystus i Magdalena (Christus und Magdalena)
- Legenda Graala (Die Gralslegende)

## Werke (Auswahl)

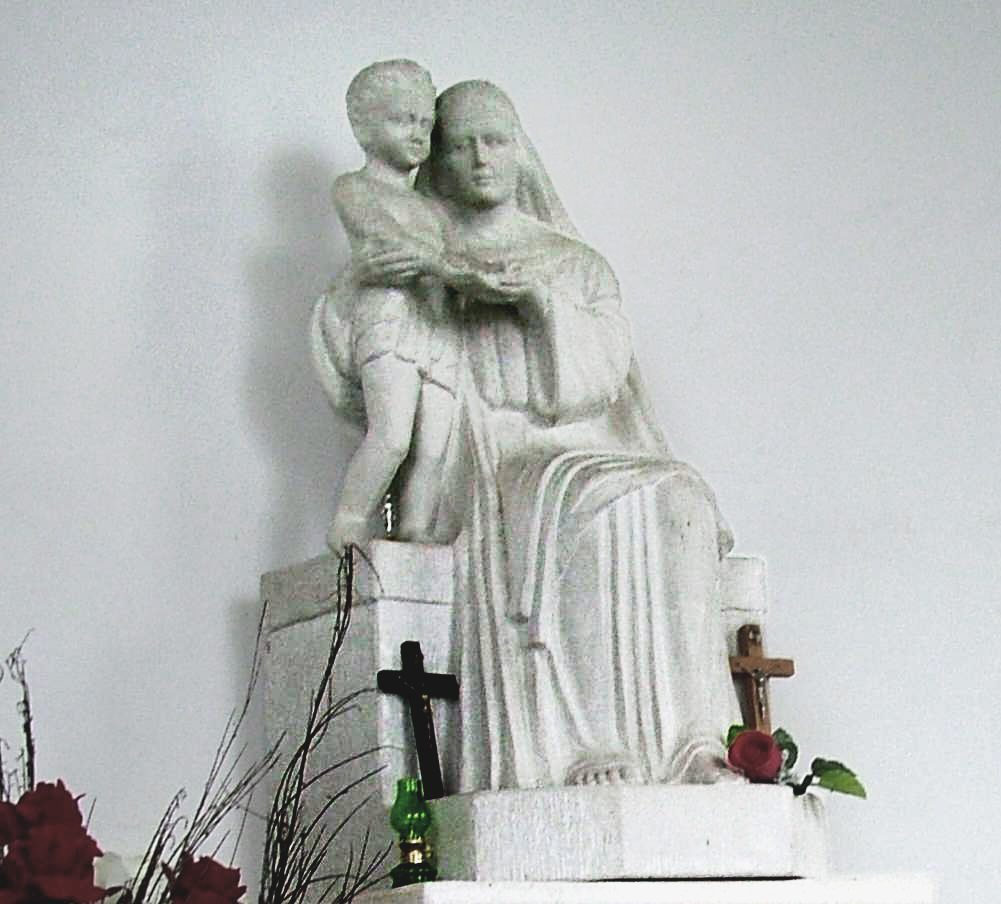
Madonna in der Kapelle der Verteidiger von Lemberg

- Bas-Reliefs bekannter Persönlichkeiten, darunter:
  - August Hlond, Primas von Polen
  - Papst Pius XI.
  - Fürstin Marcelina Czartoryska
- Denkmäler auf dem Lytschakiwski-Friedhof, darunter:
  - Die Statue der Jungfrau Maria mit Jesuskind (von 1926) in der Kapelle auf dem Friedhof der Verteidiger von Lwów
  - Die Büste des Komponisten Mieczysław Sołtys aus dem Jahr 1926
  - Eine Büste für das Grabdenkmal der Schriftstellerin Maria Konopnicka (das heutige Denkmal ist eine Replik aus dem Jahr 1950, von Volodymyr Skołozdra nach einer Fotografie rekonstruiert; das Original wurde während des Zweiten Weltkriegs gestohlen oder zerschlagen),
  - Bas-Relief Auferstehung der Tochter des Jaïrus von 1924, aufgestellt auf dem Grab des Vaters der Künstlerin (eine Kopie; das Original wurde von ihr für das Grab des Mediziners Henryk Trenkler angefertigt und befindet sich auf dem Evangelisch-Augsburgischen Friedhof in Warschau).
  - Statue der Madonna vor der Kirche in Stryj